# Baronissi
Baronissi – miejscowość i gmina we Włoszech, w regionie Kampania, w prowincji Salerno.

## Geografia
Według danych na rok 2004 gminę zamieszkiwało 15 114 osób, 889,1 os./km²
Wieś: Sava, Acquamela, Antessano, Saragnano, Caprecano, Fusara, Orignano, Aiello, Capo Saragnano, Casal Barone, Casal Siniscalco.

## Miasta partnerskie
- Portes-lès-Valence - Francja